# Kötőmód
A kötőmód az igemódok egyike, az indoeurópai nyelvekben a kijelentő mód mellett az egyik legjelentősebb igemód. Elnevezésének eredete a latin coniunctivus („kötő, összekapcsoló”) vagy subiunctivus („alávető, összefűző”) fordítása. Az indoeurópai nyelvek egy része az előbbi, másik részük az utóbbi elnevezést vette át (olasz congiuntivo, spanyol subjuntivo, francia le subjonctif, német konjunktiv stb).
Elnevezését onnan kapta, hogy általában az alárendelő összetett mondatok mellékmondataiban állva olyan cselekvést vagy történést fejez ki, amely a főmondat tartalmához vagy a mondatrészek közötti kapcsolat által kifejezett körülményhez kötődve – annak alávetve – nem tényszerű (bizonytalan, kétséges, lehetséges, valószínű, feltételezett, vélt, megkívánt stb.) jelleget ölt. Alárendelő mellékmondatokban, függő beszédben, illetve feltételes mondatok feltétel részében használatos.

## Használata

### Mellékmondatokban
Általában bizonytalanságot, kétséget, kívánságot, még be nem következett, de várható eseményt stb. jelöl. Magyarra esetenként egyszerű kijelentő móddal, máskor feltételes vagy felszólító móddal fordítjuk. Vegyünk egy-egy egyszerű példát a spanyol nyelvből:
1. Creo que viene. – „Azt hiszem, hogy eljön.”
2. No creo que venga. – „Nem hiszem, hogy eljön.”

Az 1. és 2. eset mellékmondatának állítmánya (vagyis a teljes mondat tárgya), amely a magyarban azonos, a spanyolban különbözik. Az 1. mondatban ugyanis az alany nem kételkedik az adott eseményben, vagyis az ige (viene) kijelentő módban áll. A 2. esetben azonban a főmondat („nem hiszem”) kétséget fejez ki a mellékmondat tartalma iránt. Így a mellékmondat állítmánya nem állhat kijelentő módban, hiszen a beszélő szempontjából nem jelenthető ki, hogy az adott esemény bekövetkezik. A kötőmódot használó nyelvekben tehát csak akkor használható a kijelentő mód, amikor az adott cselekvés, esemény megtörténte, illetve jövőbeni bekövetkezése nem kétséges, hanem tényszerű.

#### Függő beszédben
Az alárendelő összetett mondatok gyakori típusa a függő beszéd, amelynek mellékmondataiban a kötőmódot főleg kívánság, kérés vagy vélt cselekmény kifejezésére használják. Magyarra ebben az esetben felszólító vagy feltételes móddal fordítjuk. Példák a spanyolból:
- Quisiera que viniese. – „Szeretném, ha jönne.”
- Quiso que viniese. – „Azt akarta, hogy jöjjön.”

A latinban megfigyelhető jelenség ezen kívül, hogy a kijelentő mód helyett is gyakran használták „másodkézből” való közlés kifejezésére, amelyhez bármilyen módon kétség férhet. Ilyenkor a magyarban kijelentő mód használatos, például „Péter azt mondta, hogy tegnap későn jött haza.” A mondat latin megfelelőjében a feltételes mód azt jelöli, hogy a kijelentés nem a közlőtől, hanem egy harmadik személytől származik, tehát a közlő nem állíthatja tényként. (A kijelentő módtól való általános ódzkodás a latinban végül a coniunctivus szélsőséges elszaporodását eredményezte, idővel szinte minden mellékmondati állítmány automatikusan kötőmódba került.)
Ez a jelenség a gyökere az európai nyelvekből ismert „függő idézetek” módhasználati gyakorlatának. Hasonló helyzetben ugyanis kötőmódot alkalmaz a német, a francia, az olasz és a román is, valamint egyes esetekben a spanyol.

### Feltételes mondatokban
A kötőmód jelen és múlt idejű feltételes mondatok „ha” szócskával bevezetett tagmondataiban is használatos. Ez esetben a feltételes mondatok főmondataiban szereplő cselekmény a mellékmondatban meghatározott feltétel teljesülése esetén következne, vagy következett volna be.
Egy-egy példa a spanyolból:
- Si estudiaras, buenas notas recibirías. – „Ha tanulnál, jó osztályzatokat kapnál.”
- Si hubieras estudiado, buenas notas habrías (vagy hubieras) recibido. – „Ha tanultál volna, jó osztályzatokat kaptál volna.”

(A múlt idejű feltételes mondat mellékmondatában szintén állhat kötőmód is a spanyolban.)
Az angol nyelvből már kikopott, de még van fellelhető maradványa:
- If I were you, I wouldn't ignore my duties – „Ha a helyedben volnék, nem hanyagolnám el a kötelességeimet.”
- If I had been there, I could have saved his life – „Ha ott lettem volna, megmenthettem volna az életét.”

(Az első mondatban a  feltételben past subjunctive, a főmondatban conditional, a másodikban pluperfect subjunctive illetve conditional perfect szerepel.)
Megjegyzés: A magyarban az ilyen mondatokban a feltételben és a következményben is egységesen feltételes módot használunk.

### Kötőmód használata felszólító értelemben
Az angol nyelvben a kötőmód használata harmadik személyben egyfajta felszólítást
vagy kívánságot is kifejezhet, például:
- May the Force be with you. – „Az erő legyen veled!” – szokásos használat, segédigével;
- The Force be with you. – Ugyanaz, kötőmóddal kifejezve.

### Kötőmódot megkívánó határozószók
A nyelvtanokban gyakran használt megfogalmazással szemben ilyenkor valójában nem a határozószók vonják maguk után a kötőmódot, hanem az a tény, hogy általában kétség, bizonytalanság kifejezésére szolgálnak (ilyenek a talán, esetleg, valószínűleg, majd ha, amikor majd, habár stb.). Például a spanyolban a Cuando vengas, serás bienvenido. („Amikor eljössz, szívesen látunk majd”) mondatban nem a cuando miatt kell kötőmódot használni, hanem azért, mert egy jövőre utaló, várható, de még be nem következett eseményre tesz utalást. Ugyanígy állhat kijelentő mód is abban az esetben, ha a mondat úgy hangzik, hogy Sabes que cuando vienes, siempre eres bienvenido. („Tudod, hogy amikor jössz, mindig szívesen látunk”), mivel itt tény közléséről van szó.

## Kötőmód a magyarban
A magyarban alaktanilag nem létezik a kötőmód (vagyis nincs az igének külön alakja erre): funkcióját többnyire a felszólító mód, valamint esetenként a feltételes mód látja el. Alaktanilag egybeesik a felszólítómóddal, mondattanilag viszont különbség figyelhető meg:
Például:
- Menjetek el! – mondattanilag felszólító mód (az igekötő az ige után kerül);
- Nem akarja, hogy elmenjetek. – mondattanilag kötőmód (az igekötő az ige előtt marad).

A magyarban mindkét szintaktikai helyzetben felszólító mód használatos.
Egyes kötőszók után a magyarban is felszólító, illetve feltételes mód szerepel, például ahhoz, hogy; anélkül, hogy stb.
A függő beszédben foglalt állítólagosságot (amikor egy kijelentésre úgy hivatkozunk, hogy nem foglalunk állást az igazságtartalma felől, vagy eleve bizonytalanként állítjuk be) a magyar a más nyelvekben használt kötőmód helyett kijelentő vagy feltételes módot használ:
- Tagadta, hogy ott volt. (Azt állítja, hogy nem volt ott, s ez a közlő szerint hamis – kijelentő mód);
- Tagadta, hogy ott lett volna. (azt állítja, hogy nem volt ott, s a közlő nem foglal állást ennek igazságtartalma felől – feltételes mód, de a fenti, kötőmódra jellemző funkcióban).

A feltételes módnak ez a használata a magyarban csak tagadó vagy kétségességet kifejező igékkel lehetséges, mert az állítást kifejező igék már eleve magukban foglalják, hogy a hivatkozott kijelentés igazságtartalma nem ismeretes. (Például: Azt állította, hogy ott volt. – itt kijelentő mód szerepel, noha a közlő ugyanúgy nem foglal állást a kijelentés igazságértéke felől, mint a fenti mondat feltételes módban.)
A régi magyarban indoeurópai hatásra megfigyelhető volt a kötőmód átvétele. Például az előzőekben említett spanyol No creo que venga mondat így hangzik kötőmóddal: „Nem hiszem, hogy eljönne” – ez a megoldás a Károli-féle bibliafordítás születése idején még igen elterjedt volt. A függő mondatok régi magyarban használt formája különösen szembetűnő a mai magyarhoz képest: „Azt kérte, hogy látogatnák meg” (ma: látogassák meg).

## Külső hivatkozások
- Szarka Péter: Van-e kötőmód a magyarban?
- Real Academia Española